# Шведска народна банка
Шведска народна банка је (шведски:Sveriges riksbank) шведска централна банка. Најстарија је централна банка и трећа најстарија банка на свету. Основана је 1668. године и тада се звала  "Rikets Ständers Bank". Претходница банке је основана 1656. године и звала се  "Johan Palmstruchska banken" или другачије  "Stockholm bank". Била је приватна банка али ју је регулисао краљ који је постављен за менаџера банке.
Због неуспеха, Stockholm Banco-а, новом банком је управљао под директном контролом Риксдаг од Естатеса да би се спречило краљево мешање. Када је 1866. године основан нови Риксдаг, име банке је промењено у Sveriges Riksbank. Године 1701. дата је дозвола за издавање такозваних кредитних записа. Средином 18. века појавиле су се фалсификоване новчанице, што је проузроковало озбиљне проблеме. Да би се спречило фалсификовање, Riksbank је почела да производи свој властити папир за новчанице и млин за папир Тумба Брук у Тумби, на периферији Стокхолма.
Неколико година касније основане су прве комерцијалне банке којима је дозвољено и издавање новчаница. Новчанице су представљале захтев према банци без плаћене камате и биле су значајан извор прихода за банке.Током 19. века Riksbank је задржала доминантан положај као кредитна институција и издавалац новчаница. Банка је такође управљала националним трговинским трансакцијама и наставила је да даје кредите широј јавности. Садашње оперативне активности као централне банке разликују се од активности током 19. века.Положај Риксбанке као централне банке датира из 1897. године, када је први Закон о Риксбанци прихваћен истовремено са законом којим је Риксбанк добило ексклузивно право издавања новчаница. Шведска валута била је подржана златом, а папирнати сертификати могли су се заменити за златнике до 1931. године, када је специјализовани привремени закон ослободио банку ове обавезе. Овај закон се обнављао сваке године док није потврђен нови устав 1975. године који је банку раздвојио од владе, као самосталну организацију која није обавезна да размењује новчанице за злато.У новембру 1992. срушен је режим фиксног курса шведске круне. Неколико месеци касније, у јануару 1993, Управни одбор Риксбанке развио је нови режим монетарне политике заснован на променљивом курсу и циљу инфлације.
Од 1991. до 1993, Шведска је доживела најтежу рецесију од 1930-их која се назива "шведским банкарским спасом". Присилила је инфлацију на око 2%, а инфлација је и даље била ниска током наредних година снажног раста крајем деведесетих. Током 2000-их Риксбанк је затворила све своје филијале у Шведској и предала руке новца и новчаница приватној компанији.
Од 1904. године Шведска национална банка има искључиво право за штампање новца (службене валуте) у Шведској. До тада свака банка је штампала свој новац. Од кад је Шведска постала чланица Европске уније (EU), Шведска народна банка је чланица ESSB-а, Европски систем централних банака.

## Мото
Мото банке је Hinc robur et securitas, што на латинском језику значи "Овде снага и сигурност".

## Награда
Након своје треће стогодишњице 1968, банка је основала годишњу награду Sveriges Riksbank за економске науке у знак сећања на Алфреда Нобела, која се додељује са Нобеловим наградама на церемонији доделе награда у Стокхолму, 10. децембра, на годишњицу смрти Алфреда Нобела.

## Е-круна
Суочавајући се са природним падом употребе готовине од стране шведског становништва, Риксбанк добија идеју да уведе дигиталне валуте централне банке, е-круне.Таква валута би имала иста својства као и готовина, само што би била у дигиталном облику. У новембру 2016. године банка је најавила амбициозан истраживачки програм како би помогла банци да одлучи да ли треба да почне са издавањем е-круне. Банка је у септембру 2017. године објавила свој први привремени извештај у којем је истакнуто да нема препрека за увођење е-круне.